# One International Place
Le One International Place est un gratte-ciel situé à Boston, dans le Massachusetts, aux États-Unis.
Il est adjacent au Two International Place.